# Lista portów lotniczych w Bhutanie
Lista portów lotniczych w Bhutanie, ułożonych alfabetycznie.
| Położenie  | ICAO | IATA | NAZWA LOTNISKA           |
| Paro       | VQPR | PBH  | Port lotniczy Paro       |
| Yongphulla | VQ10 | YON  | Port lotniczy Yongphulla |
| Thimphu    | VQTU | QJC  | Port lotniczy Thimphu    |